# Billion
Der Zahlenname Billion (Abkürzung: Bio. und Bill.) steht im deutschsprachigen und kontinentaleuropäischen Sprachgebrauch für die Zahl 1000 Milliarden oder 1.000.000.000.000 = 1012, im Dezimalsystem also für eine Eins mit 12 Nullen. 1000 Billionen ergeben eine Billiarde.
International muss jedoch zwischen den Zählweisen der langen und kurzen Skala unterschieden werden. In letzterer, die vor allem im englischsprachigen Raum verwendet wird, bezeichnet man mit Billion das, was auf Deutsch eine Milliarde genannt wird, also 1.000.000.000 = 109.

## Mathematisches

### Teiler
Die Faktorisierung der Billion in die beiden Teiler der 10 ist 212 ⋅ 512. Daraus ergeben sich (12 + 1) ⋅ (12+1) = 169 Möglichkeiten, eine Zweierpotenz (20 bis 212) mit einer Potenz von fünf (50 bis 512) zu multiplizieren. Die Zahl 1.000.000.000.000 hat damit genau 169 Teiler.

## Vorsätze für Maßeinheiten
Bezieht man sich auf Maßeinheiten, dann bezeichnet man das Billionenfache der Maßeinheit mit dem Präfix Tera (abgekürzt: T), wohingegen der billionste Teil (10−12) mit Piko (abgekürzt: p) bezeichnet wird. Beispielsweise ist ein Pikometer (pm) ein billionstel Meter (10−12 m).
Auch beim Bezug auf die Maßeinheit Byte in der Informatik wird heute die Bezeichnung Terabyte (abgekürzt: TB) im Sinne von genau einer Billion Byte verstanden. Das sind 1012 Byte und nicht 240 = 10244 = 1.099.511.627.776 Byte, was eine Billion Byte um ca. 9,95 % überschreitet. Zur Benennung von 240 Byte wird heute die Bezeichnung Tebibyte (TiB) nahegelegt; Tebi (Ti) ist ein Binärpräfix, während Tera (T) ein Dezimalpräfix ist.

## Falsche Freunde in anderen Sprachen
Der unterschiedliche Gebrauch des gleichen Begriffs in verschiedenen Sprachen (als so genannter falscher Freund) führt häufig zu Fehlübersetzungen, insbesondere im nicht-wissenschaftlichen oder nachlässigen Journalismus bei der Angabe von Kosten oder Vermögen. Der Grund dafür liegt in zwei parallel verwendeten Systemen für Zahlennamen im Dezimalsystem, der so genannten langen und kurzen Skala: In der langen Skala, die unter anderem im Deutschen, Französischen, Italienischen, Polnischen, Spanischen und in Portugal verwendet wird (nicht aber im Portugiesisch sprechenden Brasilien), hat eine Billion die Bedeutung von einer Million hoch 2 (daher die Vorsilbe bi), also 1012. Im US-Englisch steht die Zahl „billion“ jedoch für 109 (=10001+2), entspricht also der Milliarde aus der langen Skala (die deutsche Billion heißt im US-Englisch entsprechend trillion). Im britischen Englisch wird billion aufgrund des Einflusses der USA sowohl für 109 als auch traditionell für 1012 gebraucht. Daher sind Übersetzungen aus dem Englischen nicht immer verlässlich.
In der Numismatik bezeichnet man mit Billion Silber mit unedlen Legierungsbestandteilen von mindestens 50 Prozent. Daraus hergestellte Billionmünzen hatten demnach einen Feingehalt von maximal 500/1000. Auf Deutsch lautet der korrekte Ausdruck allerdings Billon und nicht Billion.

## Geschichte
Das Wort Billion kam im 15. Jahrhundert in Frankreich auf. Ursprünglich stand es sicherlich für die attestierte bi-million (=1012). Diese Bedeutung wurde vom französischen Mathematiker Nicolas Chuquet in seinem Werk Triparty en la science des nombres (1484 als Manuskript erschienen) zuerst beschrieben und systematisiert. 1690 taucht es zum ersten Mal im Englischen so auf (Oxford English Dictionary). Genau so wird es in England auch heute von der Wissenschaft allgemein verwendet.
Im 17. Jahrhundert gab es in Frankreich einen Reformversuch, wonach eine Billion nur noch 1000 Millionen (109) wert sein sollte. Diese reformierte Bedeutung übernahmen die US-Amerikaner direkt von französischen Ratgebern. Auch in Puerto Rico und Brasilien sowie in Russland und der Türkei wird die so genannte kurze Skala heute benutzt, wobei aber im Sprachgebrauch der beiden letztgenannten Länder das Wort Milliarde (109) fest verankert ist. Einen Sonderfall stellt die griechische Sprache dar, in der das internationale Wort Billion nicht benutzt wird. Die Zahl 1012 heißt in Griechenland, nach dem Modell der kurzen Skala, Tri-Hundertmyriade (tris/ekatom/myrio). Der Million (106) „Ekatommyrio“ – gebildet als Kompositum aus 100 mal 10.000 – wird für jeden „kurzen Schritt“ (mal Tausend) eine jeweils erhöhte Kardinalzahl vorangestellt.
Der englische Premier Harold Wilson beschloss, dass seine Regierung das Wort künftig wie im Amerikanischen verwenden werde. Seit 1974 wird die amerikanische Bedeutung für amtliche Dokumente von der Britischen Regierung übernommen. Im Alltagsgebrauch wird in England die Billion aber nach wie vor mit 1012 gleichgesetzt. In Australien, Südafrika und anderen englischsprachigen Ländern gibt es Tendenzen, sich dem amerikanischen Verständnis der Billion anzuschließen.
In allen anderen Staaten der Welt setzte sich die ursprüngliche Bedeutung der Billion gemäß Chuquet durch. Die internationalen Gremien empfehlen seit 1948 diesen Gebrauch, zuletzt auch die 11. Generalkonferenz für Maße und Gewichte, 1960. In Frankreich selbst konnte sich die reformierte Namensgebung der großen Zahlen nie wirklich durchsetzen. Die französische Regierung bestätigte dann die lange Skala im Jahr 1961 mit dem Décret 61-501, die auch dem Sprachgebrauch entspricht. Auch in Italien ist dieses Verständnis der Billion allgemein und, laut einer EU-Richtlinie, offiziell.
Die international genormten Präfixe Giga für 109 und Tera für 1012 können die Zahlennamen nicht vollwertig ersetzen.
Das vom französischen Lexikon Littré explizit als „irrtümlich“ bezeichnete Reformsystem ist bislang in drei Staaten der Welt (Brasilien, den USA und Puerto Rico) uneingeschränkt gültig.
Die Logik hinter der Chuquet-Billion sowie aller weiteren -illionen ist, dass die Vorsilbe immer genau der Potenz der Million entspricht. (Beispiel: Eine Trillion ist eine Million hoch drei.) Die -illiarden bezeichnen seit dem Übergang von Sechser- auf Dreiergruppen sehr gut die Zwischenzahlen, die tausend -illionen.

## Verwendung

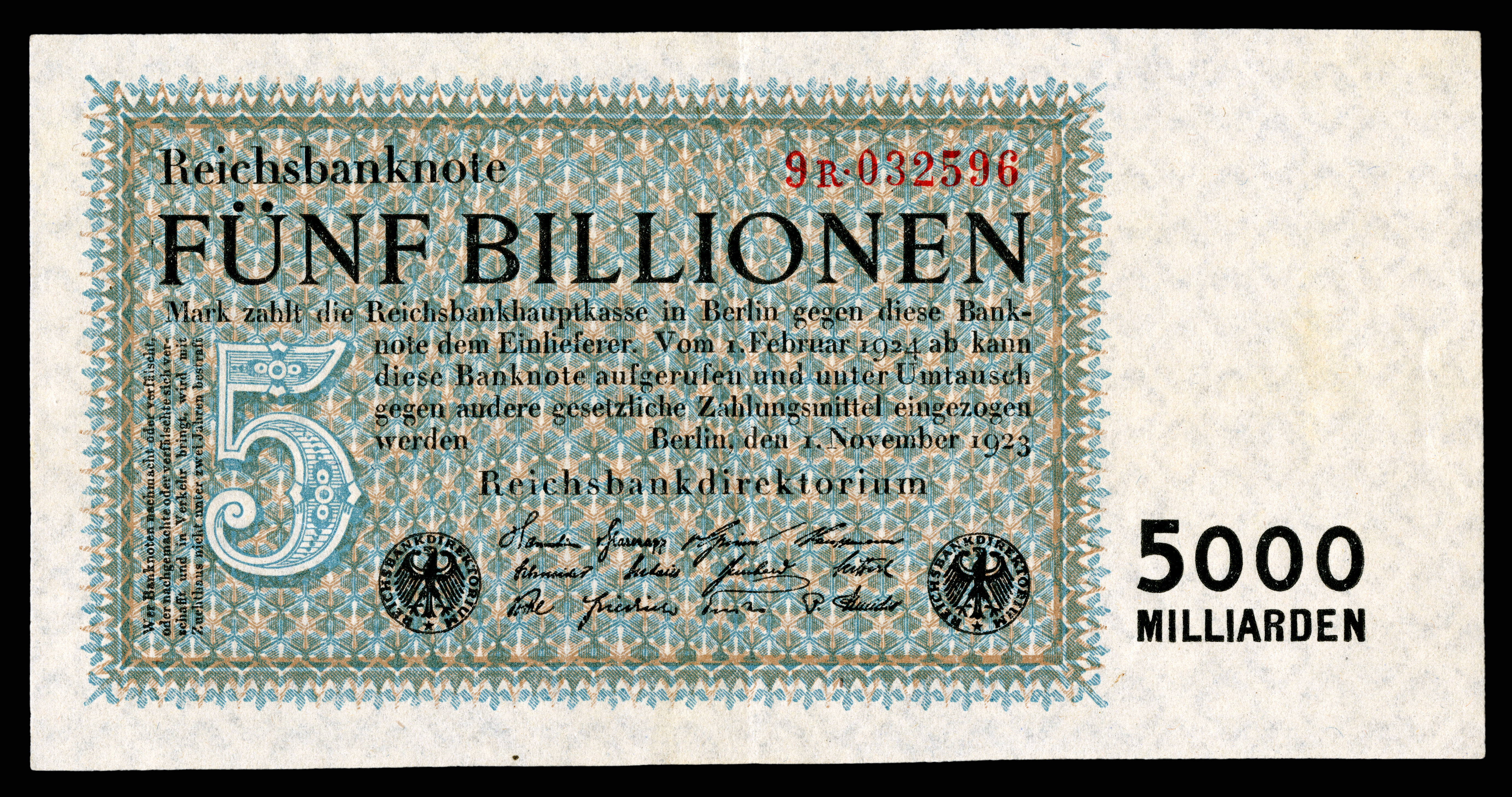
Nur selten spielt die Billion im Alltagsleben eine Rolle, ein Beispiel war die Hyperinflation in Deutschland 1923.

- Die Billion wird im Alltag selten gebraucht. Manchmal wird an die Deutsche Inflation 1914 bis 1923 erinnert, bei der Geldscheine über mehrere Billionen Reichsmark ausgegeben wurden. In der Stadt Schramberg erinnert der Billionenweg an die Baukosten in dieser Zeit.
- Die Notmünze mit dem höchsten Nominalwert aller Zeiten ist das 1-Billion-Mark-Stück der Provinz Westfalen von 1923.[5] Da die Münze durch die Hyperinflation zum geplanten Ausgebetermin bereits entwertet war, wurde sie erst nach dem Ende der Inflation und der Stabilisierung der Währung 1924 als Erinnerungsstück ausgegeben.
- In den USA wird seit den 1990er Jahren immer  wieder die Prägung einer 1-Billion-Dollar-Münze zur Umgehung der Schuldenobergrenze diskutiert (dort allerdings trillion-dollar coin genannt).
- Die Staatsverschuldung der Bundesrepublik Deutschland, wie sie beispielsweise auf der Schuldenuhr dargestellt wird, überstieg 2010 erstmals die 2-Billionen-Euro-Marke.[6][7]
- Die gängige Einheit für die Speicherkapazität großer Computer-Festplattenlaufwerke ist Tera-Byte (TB): 1 Tera-Byte entspricht 1 Billion Bytes = 1×1012 Bytes. Bei Angaben zur Speicherkapazität von Festplatten ist die Diskrepanz zwischen dezimalen und binären Präfixen zu beachten.